# Lac Lesclache
Le lac Lesclache est un plan d'eau douce situé dans le territoire non organisé de Lac-Pikauba, dans la municipalité régionale de comté de Charlevoix, dans la région administrative de la Capitale-Nationale, dans la province de Québec, au Canada. Ce plan d'eau est situé dans la zec des Martres, à l'extérieur de la Réserve faunique des Laurentides.
Le lac Lesclache constitue l'un des principaux plans d'eau de tête de la rivière Barley. Ce lac de montagne est entièrement situé en zone où la foresterie a toujours été l'activité économique prédominante. Au milieu du XIXe siècle, les activités récréotouristiques ont pris de l'essor. À cause de l'altitude, ce lac est normalement gelé de la fin octobre au début mai; néanmoins, la période sécuritaire de circulation sur la glace est habituellement de début décembre à avril.
Une route forestière dessert le bassin versant du lac Lesclache.

## Géographie
Situé en zone forestière dans le territoire non organisé de Lac-Pikauba dans la zec des Martres, le lac Lesclache (longueur: 2,1 km; altitude: 817 m) est traversé vers le sud-ouest par le courant de la rivière Barley. L'embouchure du lac Lesclache est située au fond d'une baie sur la rive sud-ouest du lac, à:
- 1,8 km au sud d'une baie du lac des Martres;
- 40,8 km à l'ouest du centre-ville de La Malbaie;
- 41,6 km au nord-ouest du centre-ville de Baie-Saint-Paul[1].

À partir de l'embouchure du lac Lesclache, le courant descend la rivière Barley sur 14,1 km généralement vers l'ouest, puis emprunte le cours de la rivière Malbaie sur 108 km avec une dénivellation de 656 m laquelle se déverse à La Malbaie dans le fleuve Saint-Laurent.

## Toponymie
Cette désignation toponymique parait sur le brouillon de la carte du Lac des Martres, 1961-09-25, item 69. Ce toponyme évoque le souvenir de l'abbé Jacques de Lesclaches, né en France en 1670, qui est ordonné prêtre à Québec, le 7 octobre 1714. Il s'occupe de la paroisse de la Baie-Saint-Paul entre 1722 et 1727. Il meurt à Québec, le 31 octobre 1746. Ce nom fut approuvé le 1963-07-03 par la Commission de géographie du Québec. "Little Barley Lake" est une variante de ce nom.
Le toponyme "Lac Lesclache" a été officialisé le 5 décembre 1968 à la Banque des noms de lieux de la Commission de toponymie du Québec.